# Ernest Mame
Pour les articles homonymes, voir Mame.
Ernest-Charles-Auguste Mame, né le 3 novembre 1805 à Angers et mort le 7 février 1883 à Saint-Antoine-du-Rocher, est un imprimeur et homme politique français.

## Biographie
Neveu et gendre d'Armand Mame, fondateur d'une importante imprimerie à Tours, il dirige avec lui sa maison de 1833 à 1845, laissant par la suite son cousin et beau-frère, Alfred Mame, seul aux commandes. Il est l'un des fondateurs des papeteries de La Haye-Descartes, aux côtés d'Alfred Mame, d'Henri et d'Eugène Goüin, de Charles de Montgolfier et d'Hettere.
Nommé maire de Tours en 1849, membre, pendant seize ans, et président de la Chambre de commerce, membre du Conseil général d'Indre-et-Loire (pour le canton de Tours-Centre de 1856	à 1871), il est élu député, le 23 octobre 1859, comme candidat officiel dans la 3e circonscription d'Indre-et-Loire, en remplacement de Desbassayns de Richemont nommé sénateur : par 16 224 voix (20 975 votants, 33 843 inscrits), contre 5 701 à M. de Bridieu. Réélu, le 1er juin 1863, par 18 461 voix (24 802 votants, 35 665 inscrits), contre 6 208 à Luzarche, il siège dans la majorité dynastique.
Il donne sa démission de maire en 1865 lors des élections municipales. En 1869, il se représente mais arrive deuxième derrière le candidat indépendant Daniel Wilson au premier tour. Considérant avoir été battu, il ne participe pas au second tour. 
Il est fait chevalier de la Légion d'honneur en 1852, et officier le 14 juin 1856, en récompense du dévouement dont il avait fait preuve au moment des inondations de la Loire.
Il habite le château d'Ardrée, situé au nord de Tours sur la commune de Saint-Antoine-du-Rocher. Le parc du château est dessiné par Eugène Bülher, paysagiste qui réalise également le jardin des Prébendes d'Oé à Tours et le parc du château de La Touche à Ballan-Miré, propriété de son cousin Alfred Mame.